# Juiàs
El Juiàs és un riu de Catalunya, afluent pel marge esquerre del Fluvià. Té una orientació nord-sud i neix de la confluència dels rius font Clot de Roure Pena i Torrent de Juiàs que neix al vessant oriental de la muntanya de Montoriol, dins del terme municipal de Tortellà. Aquest riu és molt poc cabalós i només s'emplena quan hi ha les pluges de la primavera i la tardor. Discorre els termes municipals de Tortellà, Sales de Llierca i Argelaguer
D'altra banda, el riu serveix de límit entre les poblacions de Tortellà i Sales de Llierca. Un cop deixades aquestes dues poblacions, s'endinsa dins del terme municipal d'Argelaguer fins a desembocar al riu Fluvià, a pocs metres de l'autovia A-26 entre Olot i Figueres.

## Afluents principals
- Torrent de Juiàs (riu font)
  - Clot de Sant Jordi
- Clot de Roure Pena (riu font)
- Torrent de Can Patorra